# Reiner Stahel

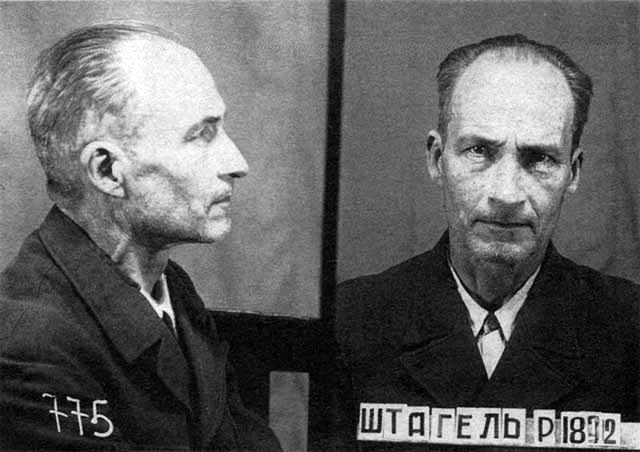
Reiner Stahel després de la detenció per la NKVD 1944

Reiner Stahel (15 de gener de 1892 - 30 de novembre de 1955) fou un oficial alemany i membre del partit nazi. És conegut per la seva retirada de Vilna i pel comandament de la guarnició de Varsòvia durant la insurrecció de 1944. Detingut per la NKVD a Romania, va passar la resta de la seva vida en captivitat soviètica.

## Biografia
Nascut a Bielefeld, Stahel es va incorporar a l'exèrcit alemany durant la I Guerra Mundial. Al final de la guerra, s'havia traslladat a Finlàndia i es va unir a l'exèrcit finès participant a la guerra civil finesa. El 1933 va anar a l'Alemanya nazi on va treballar al Ministeri de l'Aviació.
Després de la retirada alemanya de Sicília de la rendició i Itàlia, Stahel va ser comandat militar de la ciutat de Roma el setembre de 1943 (el 16 d'octubre de 1943 tindria lloc la batuda del ghetto de Roma). El juliol de 1944 va ser traslladat a Vílnius, a Polònia ocupada per Alemanya (actualment Lituània), on va esdevenir el comandant militar de la guarnició de la ciutat. Comandant inicialment aproximadament 500 homes, aviat va rebre reforços i va poder ajornar la presa de la ciutat pels partisans polonesos i l'Exèrcit Roig. Pel seu esforç, el 28 de juliol de 1944 va ser guardonada amb les espases a la creu del cavaller i ascendit al rang de tinent general.
Stahel va ser traslladat a Varsòvia, on havia de defensar la ciutat contra l'avanç de l'Exèrcit Roig. Tanmateix, l'ofensiva soviètica es va aturar i, en canvi, l'1 d'agost va començar la Revolta de Varsòvia per part de l'exèrcit interior polonès. El primer dia de l'aixecament Stahel es va veure envoltat a la seva seu del Palau Saxó i va perdre el control de la situació. El 4 d'agost se li va donar el comandament sobre les forces nazis a Varsòvia al comandant de les Waffen-SS Erich von dem Bach i la bossa de Stahel va ser subordinada al nou comandant. Tot i que el 7 d'agost les tropes d'Oskar Dirlewanger van aconseguir arribar a les posicions de Stahel al centre de la ciutat, no va reprendre el seu comandament sobre la guarnició de la ciutat. En canvi, el 24 d'agost va ser enviat a Bucarest, on es preveia una lluita urbana similar per part de l'alt comandament alemany; les seves tropes van intentar ocupar Bucarest el 24 d'agost, la capital del país, però van ser repulsades per les tropes lleials al rei Miquel I. Al llarg d'aquests dies, Romania es va canviar de bàndol i l'Exèrcit Roig va entrar a la ciutat gairebé sense oposar-se.
El 20 de setembre de 1944, Stahel va ser arrestat per la NKVD juntament amb el mariscal de camp Ion Antonescu. Interrogat per la seva part en la Revolta de Varsòvia, fou empresonat a la Unió Soviètica. La data exacta de la seva mort és objecte de controvèrsia. Segons fonts soviètiques Stahel va morir el 30 de novembre de 1952 a la presó de transferència central de Vladimir. Tot i això, altres fonts mencionen que Stahel va morir el 1955 al camp de presons oficial de Voikovo d'un atac de cor quan se li va informar del seu possible trasllat a Alemanya.

## Supressió de l'aixecament de Varsòvia
Malgrat el seu paper relativament limitat en la supressió de la Revolta de Varsòvia de 1944, Stahel va ser responsable d'una sèrie de crims comesos contra la població civil de Varsòvia. El 2 d'agost va ordenar la matança de tots els homes identificats com a insurgents reals o potencials i la presa d'ostatges d'entre la població civil perquè s'utilitzessin com a escuts humans en assaltar posicions insurgents. Els testimonis dels soldats del 4. Regiment de Granaders de Prússia Oriental que van arribar a Varsòvia el 3 d'agost mostren que Stahel els va donar l'ordre de "matar a tots els homes trobats, treure dones i nens i cremar cases". A més, Stahel va ordenar l'execució dels presos polonesos presos a la presó al carrer Rakowiecka al districte de Mokotów i va sancionar oficialment el saqueig perpetrat per soldats alemanys, que els va permetre prendre tot el que volguessin de les cases en foc.

## Promocions
Generalleutnant 22/07/1944

## Condecoracions
Creu de Cavaller de la Creu de Ferro amb Fulles de Roure i Espases:
 Creu de Cavaller: (18/1/1942 – 397è) com Oberstleutnant i comandant del Flak-Regiment 34.
 Fulles de Roure: (4/1/1943 – 169è) com Oberst i comandant de Luftwaffe-Kampfgruppe "Stahel"
 Espases: (18/7/1944 – 70è) com Generalmajor i comandant de Fester Platz Wilna
 Creu de Ferro 1914 de 1a Classe (24/3/1915)
 Creu de Ferro 1914 de 2a Classe (12/10/1914)
 Barra de 1939 a la Creu de Ferro 1914 de 1a Classe (18/9/1941)
 Barra de 1939 a la Creu de Ferro 1914 de 2a Classe (16/7/1941)
 Creu d'Honor dels Combatents del Front
 Medalla de l'1 d'octubre de 1938
 Medalla de la Campanya d'Hivern a l'Est 1941/42
 Medalla del Llarg Servei a la Wehrmacht de III i IV classe
Citacions al Wehrmachtbericht – 14/7/1944